# JCB (машиностроительная фирма)
JCB (или J. C. Bamford Excavators Ltd ) — британский производитель строительного оборудования. Компания производит погрузчики, экскаваторы, трактора, самосвалы и тому подобную технику. Является одной из крупнейших частных компаний Великобритании.
Компания основана после Второй мировой войны, в октябре 1945 года, в Uttoxeter (Стаффордшир) Джозефом Сирилом Бамфордом (Joseph Cyril Bamford), стаффордширским парнем, который сварил свою первую единицу оборудования — прицеп — из частей, оставшихся от бомбоубежищ военного времени..
В начале 2000-х годов компания входила в тройку крупнейших производителей техники в мире.
18 заводов JCB находятся на четырёх континентах: 11 из них — в Великобритании, три в Индии и по одному в США, Китае, Германии и Бразилии.